# Rescat (pel·lícula)
Rescat (títol original: Ransom) és un thriller  estatunidenc dirigit per Ron Howard, estrenat l'any 1996. Ha estat doblada al català.

## Argument
La vida de Tom Mullen queda trastocada el dia que el seu fill es segrestat. Ràpidament, els raptors demanen un rescat... Al començament, està disposat a pagar fins al dia que s'adona que aquests raptors no tenen intenció de tornar-lo viu, convertit en un testimoni incòmode. Intenta jugar la seva última carta: anuncia al món sencer (i als raptors) que no els donarà res i que amb el rescat, posarà premi al seu cap fins que el seu fill sigui tornat. Ràpidament, aquest mètode porta els seus fruits, ja que els raptors, dirigits per un policia corrupte, James Shaker, comencen a tenir pànic i a dividir-se.

## Repartiment
- Mel Gibson: Tom Mullen
- Rene Russo: Kate Mullen
- Brawley Nolte: Sean Mullen
- Gary Sinise: inspector James Shaker
- Delroy Lindo: agent Lonnie Hawkins
- Lili Taylor: Marits Conner
- Liev Schreiber: Clark Barnes
- Donnie Wahlberg: Cubby Barnes
- Evan Handler: Miles Roberts
- Nancy Ticotin: agent Kimba Welch
- Michael Gaston: agent Jack Sickler
- Kevin Neil McCready: agent Paul Rhodes
- Paul Guilfoyle: agent Wallace
- Allen Bernstein: Bob Stone
- José Zúñiga: David Torres
- Dan Hedaya: Jackie Brown
- Paul Geier: l'alcalde Barresi
- John Ortiz: Roberto
- Louisa Marie: Louisa, la dona convidada
- A. J. Benza: Sammy Adler, el periodista del Daily News convidat
- Rosanna Scotto: la periodista presentadora de les informacions
- Todd Hallowell: Don Campbell

## Premis i nominacions
- Nominació al premi al millor film d'acció per l'Acadèmia de cinema de ciència-ficció, fantàstic i de terror 1997.
- Nominació al Globus d'Or al millor actor per Mel Gibson el 1997.

## Al voltant de la pel·lícula
- Rescat està basada en un episodi de la sèrie americana The Estats Units Steel Hour, « Fearful Decision », difós per primera vegada el 22 de juny de 1954. Va tenir tant èxit que va ser difós una segona vegada el 10 de maig de 1955, abans que un llargmetratge, Rescat, no fos rodada l'any 1956 per Alex Segal. Un altre film, italià, es va inspirat en la mateixa font: La città sconvolta de Fernando di Leo el 1975
- El compositor Howard Shore havia escrit i gravat una banda original completa pel film, però va ser rebutjada per Ron Howard que va demanar a James Horner de compondre'n una de nova.

## Crítica
- "Una fascinant història criminal que conté sorpreses fins a l'últim moment"[3]
- "La pel·lícula s'hauria beneficiat d'una reescriptura més ajustada (és massa ambiciosa incloent subtrames que no té temps de desenvolupar), però la interpretació principal de Gibson l'accelera (...) Puntuació: ★★★ (sobre 4)"[4]
- "'Rescat' té alguns moments emocionants i intel·ligents, però, escena rere escena et pren el pèl amb ardits poc ortodoxos"[5]